# Godfryd II Bezdzietny
Godfryd II Bezdzietny (ur. około 965, zm. 26 września 1023) – był synem hrabiego Gotfryda I z Verdun i Matyldy saskiej. W 1012 został mianowany przez króla niemieckiego Henryka II księciem Dolnej Lotaryngii. Ta nominacja była częścią polityki ottońskiej, żeby chronić ich zachodnią część Rzeszy przed Francją.
Ponieważ Godfryd nie pochodził z Dolnej Lotaryngii, ale z Górnej Lotaryngii, nie był zaangażowany w interesy arystokracji dolnolotaryngijskiej i w związku z tym mógł całkowicie poświęcić się interesom swego króla. Z tego powodu podejmował różne kampanie przeciwko wszelkim wrogom królestwa. Godfryd wraz ze swoim bratem Hermanem z Ename, hrabią w Brabancji, wziął udział w bitwie pod Florennes (1015) przeciwko dynastii z Louvain (hrabiom Hainaut i Louvain) i w bitwie pod Vlaardingen przeciwko hrabiom Holandii (1018).
26 września 1023 zmarł bez potomków, a jego młodszy brat, Gozelo I Wielki został jego następcą jako książę Dolnej Lotaringii.